# Anaheim
Anaheim (AFI: /ˈænəhaɪm/) è una città degli Stati Uniti della contea di Orange, nella California meridionale. Con una stima di 350 365 abitanti è la città più popolosa della contea e la 10ª della California; inoltre rientra nell'area metropolitana di Los Angeles, che conta oltre 18 milioni di abitanti. Dista circa 42 chilometri da Los Angeles. La città è conosciuta per i parchi tematici Disneyland e Disney California Adventure, e le squadre sportive Anaheim Ducks e Los Angeles Angels.

## Geografia fisica
Anaheim è situata nella parte meridionale dello Stato della California e dista 15 chilometri da Santa Ana, capoluogo della contea di Orange, e 40 chilometri dalla centro di Los Angeles.

### Clima
Secondo la classificazione dei climi di Köppen, la città rientra nel
| Anaheim 1981-2010   | Mesi | Mesi | Mesi | Mesi | Mesi | Mesi | Mesi | Mesi | Mesi | Mesi | Mesi | Mesi | Stagioni | Stagioni | Stagioni | Stagioni | Anno  |
| Anaheim 1981-2010   | Gen  | Feb  | Mar  | Apr  | Mag  | Giu  | Lug  | Ago  | Set  | Ott  | Nov  | Dic  | Inv      | Pri      | Est      | Aut      | Anno  |
| ------------------- | ---- | ---- | ---- | ---- | ---- | ---- | ---- | ---- | ---- | ---- | ---- | ---- | -------- | -------- | -------- | -------- | ----- |
| T. max. media (°C)  | 20,9 | 21,3 | 22,3 | 23,7 | 25,1 | 26,8 | 29,6 | 30,7 | 29,9 | 27,4 | 22,8 | 20,7 | 21,0     | 23,7     | 29,0     | 26,7     | 25,1  |
| T. min. media (°C)  | 8,5  | 9,1  | 10,2 | 11,6 | 14,1 | 15,9 | 18,1 | 18,0 | 16,8 | 14,3 | 10,1 | 8,2  | 8,6      | 12,0     | 17,3     | 13,7     | 12,9  |
| Precipitazioni (mm) | 86   | 85   | 53   | 21   | 8,9  | 4,1  | 0,76 | 0,0  | 2,3  | 17,0 | 28,0 | 57,0 | 228,0    | 82,9     | 4,9      | 47,3     | 363,1 |

## Origini del nome
Anaheim è un nome composto dalla parola "Ana", diminutivo del fiume Santa Ana, e dalla parola tedesca "heim", ossia "casa", con il verosimile significato di "Casa sul (Santa) Ana".

## Storia
La città fu fondata nel 1857 da una cinquantina di coloni tedeschi americani provenienti da San Francisco e originari della città bavarese di Rothenburg ob der Tauber in cerca di un'area adatta per la piantumazione di alcuni vigneti. A tale scopo i coloni formarono una società, la Los Angeles Vineyard Company, con cui acquisirono una porzione di circa 1200 acri di territorio del Rancho San Juan Cajón de Santa Ana al prezzo di due dollari ad acro. Il territorio fu suddiviso in lotti da 20 acri ciascuno dal soprintendente della società, George Hansen, considerato tra i fondatori di Anaheim.
I coloni vi si stabilirono nel 1859 e per i successivi 25 anni il borgo fu il maggior produttore di vino della California, anche se i cittadini erano per buona parte carpentieri, meccanici e tuttofare. L'industria vinicola fu messa in crisi dal dilagare, tra il 1884 e il 1888 della malattia di Pierce, che distrusse completamente i raccolti. Ciononostante essi furono sostituiti da colture di agrumi, come limoni e arance, e di noci.

## Economia
Il settore economico principale è il turismo, che permette un elevato tenore di vita nella zona. Il Disneyland Resort contribuisce con circa $ 4,7 miliardi all'anno all'economia della California meridionale. Produce anche $ 255 milioni di tasse ogni anno.

## Sport
La città ospita due franchigie professionistiche nei maggiori sport nordamericani: gli Anaheim Ducks, che militano nella National Hockey League, e i Los Angeles Angels che militano nella Major League Baseball. Inoltre, dal 1986, a Anaheim si disputa la fase finale del Campionato statunitense di calcio a 5.

## Curiosità
Ad Anaheim , il 14 marzo 1982, i Metallica, storica band thrash metal, vi tennero il loro primissimo concerto , il primo di una lunga serie.

## Amministrazione

### Gemellaggi
Anaheim è gemellata con le seguenti città:
- Mito
- Vitoria-Gasteiz